# Hostějeves
Hostějeves (dříve Hostějoves, německy Hosterschlagles) je malá vesnice, část obce Jarošov nad Nežárkou v okrese Jindřichův Hradec v Jihočeském kraji. Nachází se asi 2,5 kilometru severovýchodně od Jarošova nad Nežárkou. Prochází zde silnice II/132. Hostějeves je také název katastrálního území o rozloze 1,9 km².

## Historie
První písemná zmínka o vesnici pochází z roku 1654.

## Přírodní poměry
Jižně od vesnice leží přírodní památka Lipina.

## Obyvatelstvo
| Rok            | 1869 | 1880 | 1890 | 1900 | 1910 | 1921 | 1930 | 1950 | 1961 | 1970 | 1980 | 1991 | 2001 | 2011 | 2021 |
| -------------- | ---- | ---- | ---- | ---- | ---- | ---- | ---- | ---- | ---- | ---- | ---- | ---- | ---- | ---- | ---- |
| Počet obyvatel | 83   | 84   | 86   | 108  | 89   | 85   | 89   | 80   | 68   | 56   | 40   | 36   | 43   | 38   | 57   |
| Počet domů     | 13   | 14   | 13   | 13   | 14   | 14   | 15   | 18   | 18   | 15   | 11   | 17   | 20   | 21   | 25   |

## Obecní správa
Při sčítání lidu v letech 1850–1976 Hostějeves byl samostatnou obcí v okrese Jindřichův Hradec. Od 30. dubna 1976 do 31. prosince 1979 byl částí obce Zdešov v okrese Jindřichův Hradec. Od 1. ledna 1980 je částí obce Jarošov nad Nežárkou v okrese Jindřichův Hradec. V letech 1850–1976 k obci patřily Nekrasín a Pejdlova Rosička.

## Galerie

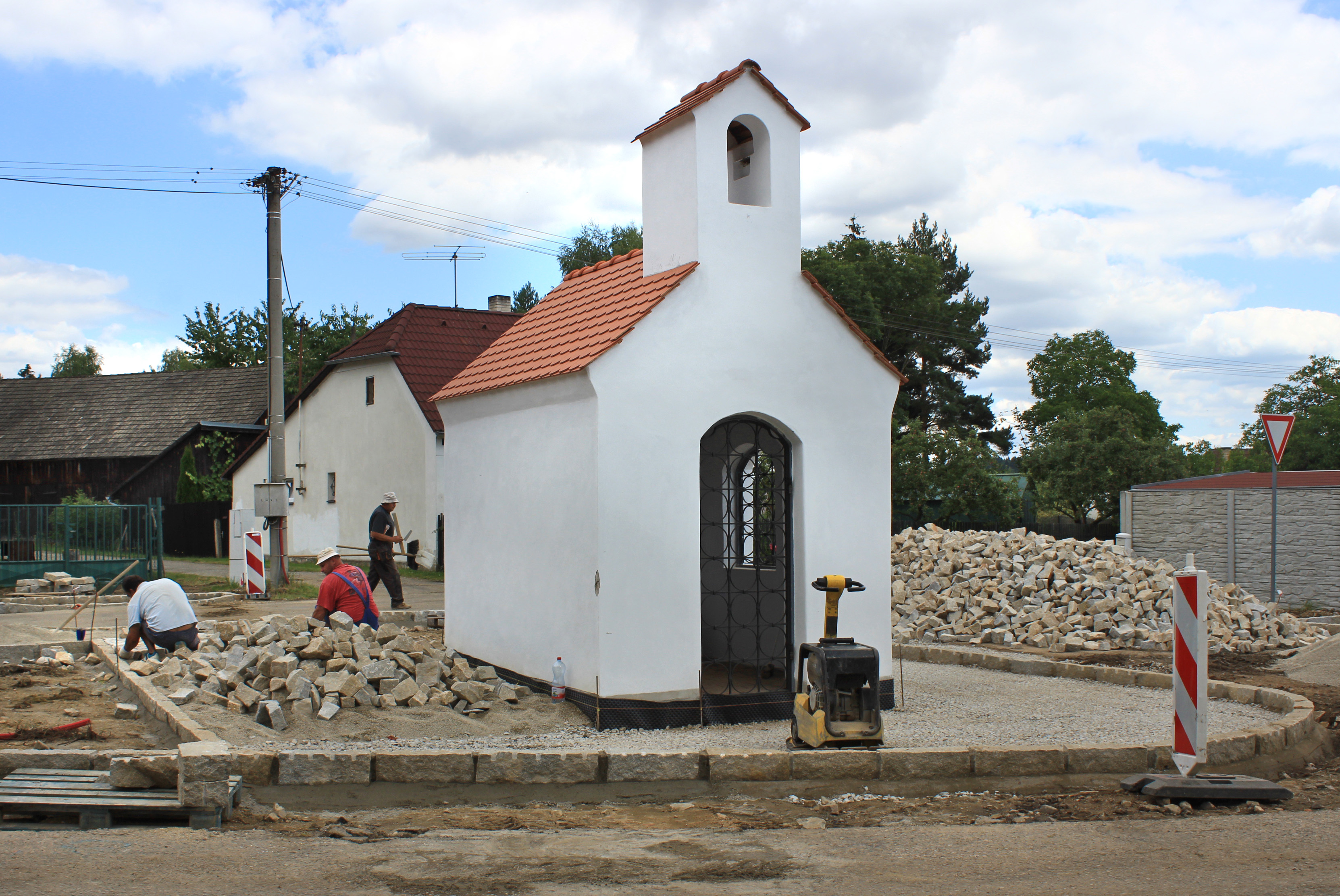
Kaple na návsi
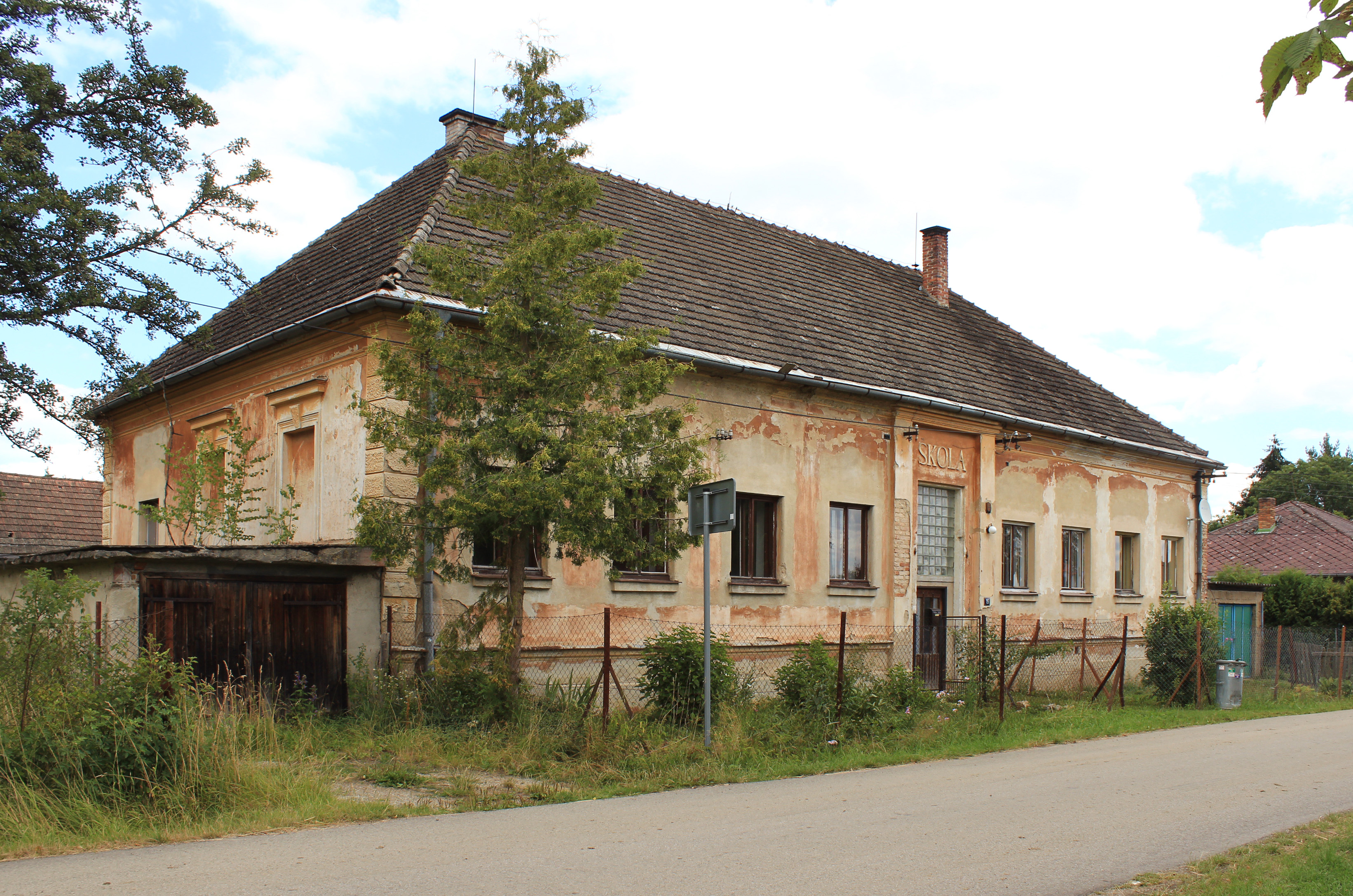
Bývalá škola
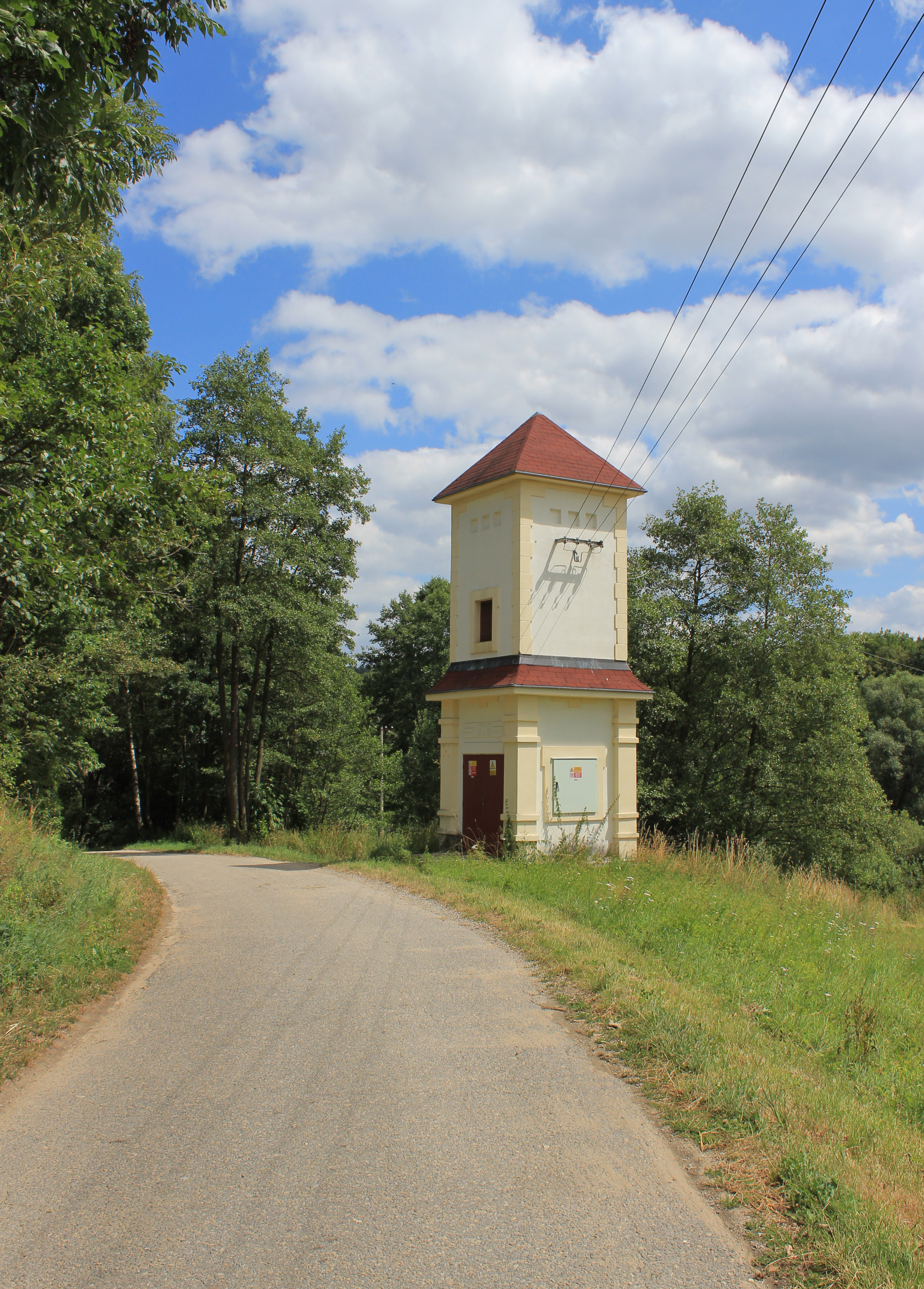
Transformátor pod vsí